# Redaktionen
Redaktionen er en dansk dokumentarfilm fra 2018 instrueret af Sisse Sejr-Nørgaard og Søren Jessen.

## Handling
GNU er et digitalt ungdomsmagasin for unge i alderen 12-15 år. Grundsubstansen i magasinet er en redaktion bestående af unge reportere, som producerer indhold med udgangspunkt i deres eget liv og egne interesser. Hver især besidder de en individuel viden og interesse samt en stærk personlighed og en lyst til at formidle.
GNU kan udvides og ændres, men den første redaktion består af seks reportere i alderen 14-19 år, som specialiserer sig inden for hver deres område: En går op i film, en anden er til gadgets, en er DYI-kreativ, en får folk til at grine, en er til beauty og en ved, hvad der rører sig på YouTube.

## Medvirkende
- Cynthia Nielsen
- Petar Djukic
- Amanda Rønne Wright
- Christian Vinther
- Kathinka Singer